# Événement du Vitim
L'événement du (ou de la) Vitim, ou événement de Bodaïbo, est un impact cosmique entre la Terre et un  bolide ou le noyau d'une comète, dans le bassin de la Vitim. L'impact a lieu, à proximité de la ville de Bodaïbo dans le district de Mamsko-Chuisky, dans l'oblast d'Irkoutsk, en Sibérie (Russie), le 25 septembre 2002 à environ 22 heures (heure locale, UTC/GMT +9 heures : ISO 8601 format 2002-09-25T13:00Z). L’évènement est détecté par un satellite de défense antimissile américain.
Plusieurs tentatives ont été faites pour déterminer la magnitude de l'explosion. Des analystes de l'US Army l'ont évaluée à 0,2–0,5 kilotonnes, alors que le physicien russe Andrey Olkhovatov l'estime entre 4 et 5 kilotonnes.
L’évènement est mentionné au sein de la communauté scientifique et dans les médias seulement une semaine après l'impact. Dans un premier temps, le calcul de la magnitude de l'explosion s'est révélé très complexe. Une petite expédition, envoyée par l'Institut de Physique d'Irkoutsk, tente de retrouver des fragments de météorite dans les 10 km entourant la ville de Bodaïbo (d'après des témoignages des habitants, le bolide – « était tombé derrière les montagnes les plus proches »).
Pour certains[Qui ?], il s'agit d'un phénomène similaire à l'événement de la Toungouska de 1908.

## Expéditions
Une équipe russe du MChS (Service de Secours d'urgence) tente de localiser l'impact à proximité de Bodaïbo. En octobre 2002, une expédition est conduite par S. Yazev de l'Université d'État d'Irkoutsk.
Les expéditions officielles envoyées en 2002–2003 ne trouveront pas le site de l'impact, en raison des difficultés d'accès à cette région isolée de la taïga sibérienne.
En mai 2003 l'organisation ufologique Kosmopoisk monte une expédition, réalisée sous la direction de Vadim Chernobrov, qui déclare avoir atteint le point d'impact présumé. D'après l'organisation, la situation évoquait celle observée après l'événement de la Toungouska en 1908. Des échantillons de neige et d'eau auraient été analysés et contiendraient une quantité anormale de tritium, des isotopes de cobalt et de césium, ainsi que des signes de désintégration radioactive. Chernobrov a suggéré que l'événement de Vitim avait pu être causé par un noyau de comète d'un diamètre d'environ 50 à 100 mètres.